# استرابری سوئیچ‌بلید (آلبوم)
| بررسی انتقادی | بررسی انتقادی |
| منبع          | رتبه‌بندی      |
| ------------- | ------------- |
| آل‌میوزیک      | link          |
| آل‌میوزیک      | link          |
| پیست          | 9.2/10        |

استرابری سوئیچ‌بلید تنها آلبوم استودیویی منتشر شده از گروهٔ موسیقی موج نو اسکاتلندی استرابری سوئیچ‌بلید می‌باشد.